# Liga Nacional de Handebol Masculino de 2011
A Liga Nacional de Handebol Masculino 2011 foi conquistada pela quarta vez pelo Pinheiros. A  Metodista/São Bernardo ficou com o vice-campeonato.